# Jaskinia w Zielonej Górze
Jaskinia w Zielonej Górze – jaskinia na wzniesieniu Zielona Góra w miejscowości Kusięta w województwie śląskim, w powiecie częstochowskim, w gminie Olsztyn. Znajduje się w lesie, nieco poniżej szczytu wzniesienia, w obrębie rezerwatu przyrody Zielona Góra.

## Opis jaskini
Jest to jaskinia pozioma, o otworze wejściowym znajdującym się w skale na poziomie ziemi, tuż obok szlaku turystycznego. Jej przejście jest względnie łatwe. Otwór wejściowy ma szerokość około 2 m,  wysokość 1,3 m i przechodzi w lekko opadający, niski korytarz o długości 11 m. Jego namulisko jest próchniczno-piaskowe. Korytarz ten ma niską, boczną odnogę, o długości ok. 5 m. Można się do niej dostać przez ciasne przejście za kamieniem.
Główny korytarz doprowadza do niskiej, ale rozległej sali (10 × 8 m) z licznymi, grubymi kolumnami naciekowymi. Jest to jedyna na Jurze jaskinia o tak dużej ilości kolumn. Mają wysokość do 1,5 m. Te drobniejsze zostały wyłamane. Sala ta jest  poobtłukiwana i okopcona łuczywami oraz palonymi wewnątrz ogniskami. W wielu miejscach jednak tworzą się nowe wytrącenia kalcytu, istnieje więc szansa na częściowe odtworzenie pierwotnego piękna jaskini. Obok znajduje się druga, mniejsza sala, która również posiada dobrze zachowaną szatę naciekową w postaci stalagnatów i dużych polew naciekowych. W końcowej części tej sali znajduje się ukryte między skałami wąskie, pionowe przejście do następnej komory. Ściana jej prawej strony pokryta jest polewą a dno zawalone skalnym rumoszem i większymi skałami. W ścianie wschodniej znajduje się zacisk prowadzący do niewielkiej komory z wnękami. W jednej z tych wnęk znajduje się ciasne i strome przejście do niewielkiej zawaliskowej komórki. Wychodzą z niej ciasne korytarzyki o łącznej długości około 15 m i dnie zawalonym kamiennym rumoszem. Są niemożliwe do przejścia przez człowieka. Prawdopodobnie łączą się ze znajdującym się po przeciwległej stronie wzgórza Schroniskiem pod szczytem Zielonej Góry.
Jaskinia jest wilgotna, po większych opadach deszczu czasami na jej dnie stoi woda wpływająca do jaskini przez otwór wejściowy. Oświetlona jest słonecznym światłem tylko do pierwszej komory. Sporadycznie zimują w niej nietoperze. W 1983 r. obserwowano podkowca małego, potem pojedyncze osobniki gacka brunatnego i  nocka dużego. Obserwowano też tropy borsuka.

## Historia odkrycia i eksploatacji
Jaskinia znana była od dawna. W piśmiennictwie po raz pierwszy wzmiankował ją J. Rafalski w 1931 r. Rok później pierwszą dokumentację wykonał H. Błaszczyk (plan i fotografie nacieków). W 1937 r. K. Maślankiewicz sporządził bardzo dokładny plan i opis jaskini oraz 3 fotografie kolumn naciekowych w pierwszej i drugiej komorze. Dokumentację Maślankiewicza wykorzystał Kazimierz Kowalski, który w 1951 r. zinwentaryzował jaskinię. W 1986 r. zaktualizowali opis jaskini A. Górny i M. Szelerewicz. W 1988 r. grotołazi S. Zewiór, K. Garncarz i R. Marczak poszerzyli zacisk udostępniając boczny korytarz o kilkumetrowej długości. 
Obok jaskini prowadzi czerwono znakowany szlak turystyczny (Szlak Orlich Gniazd).

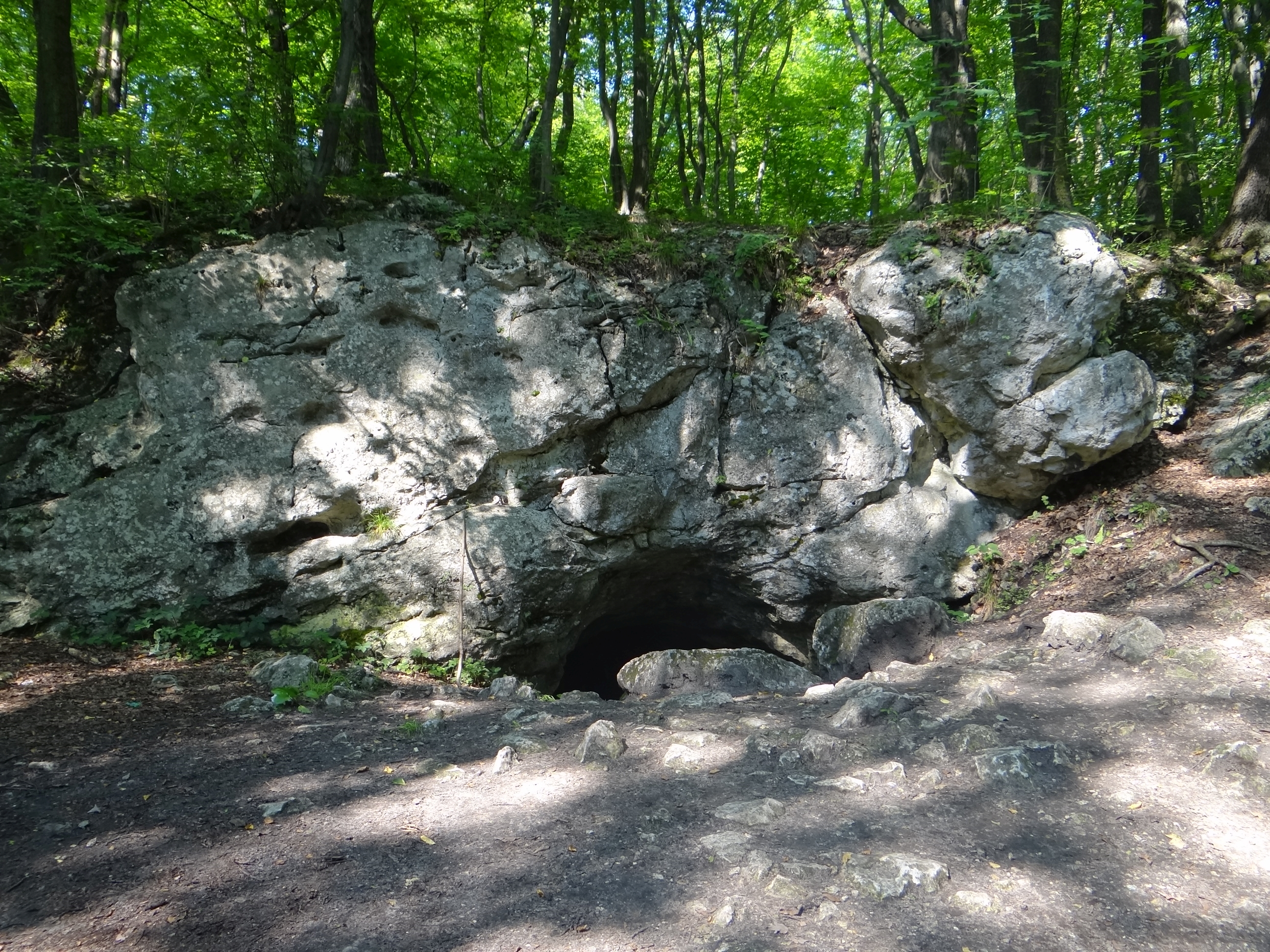
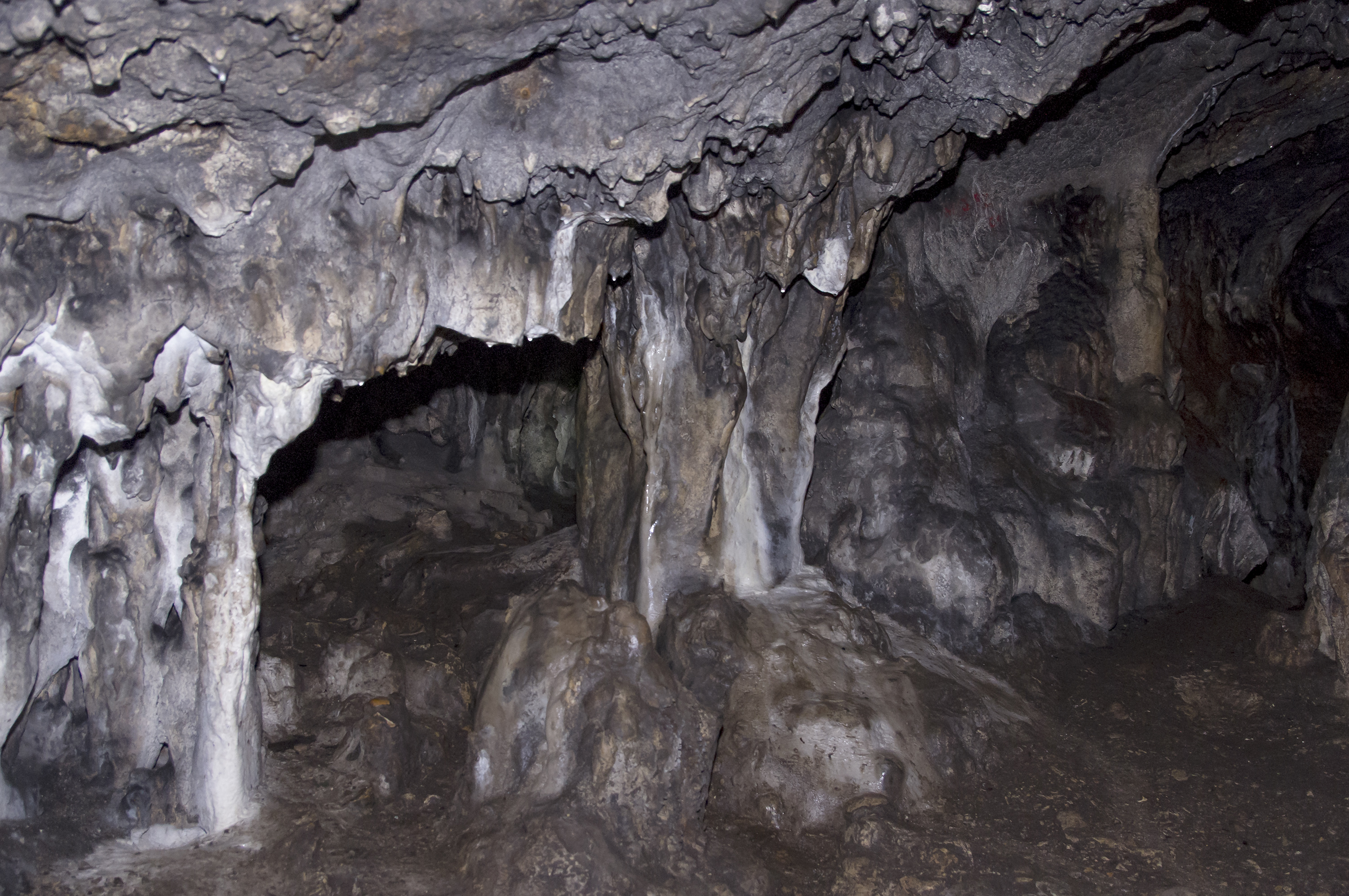
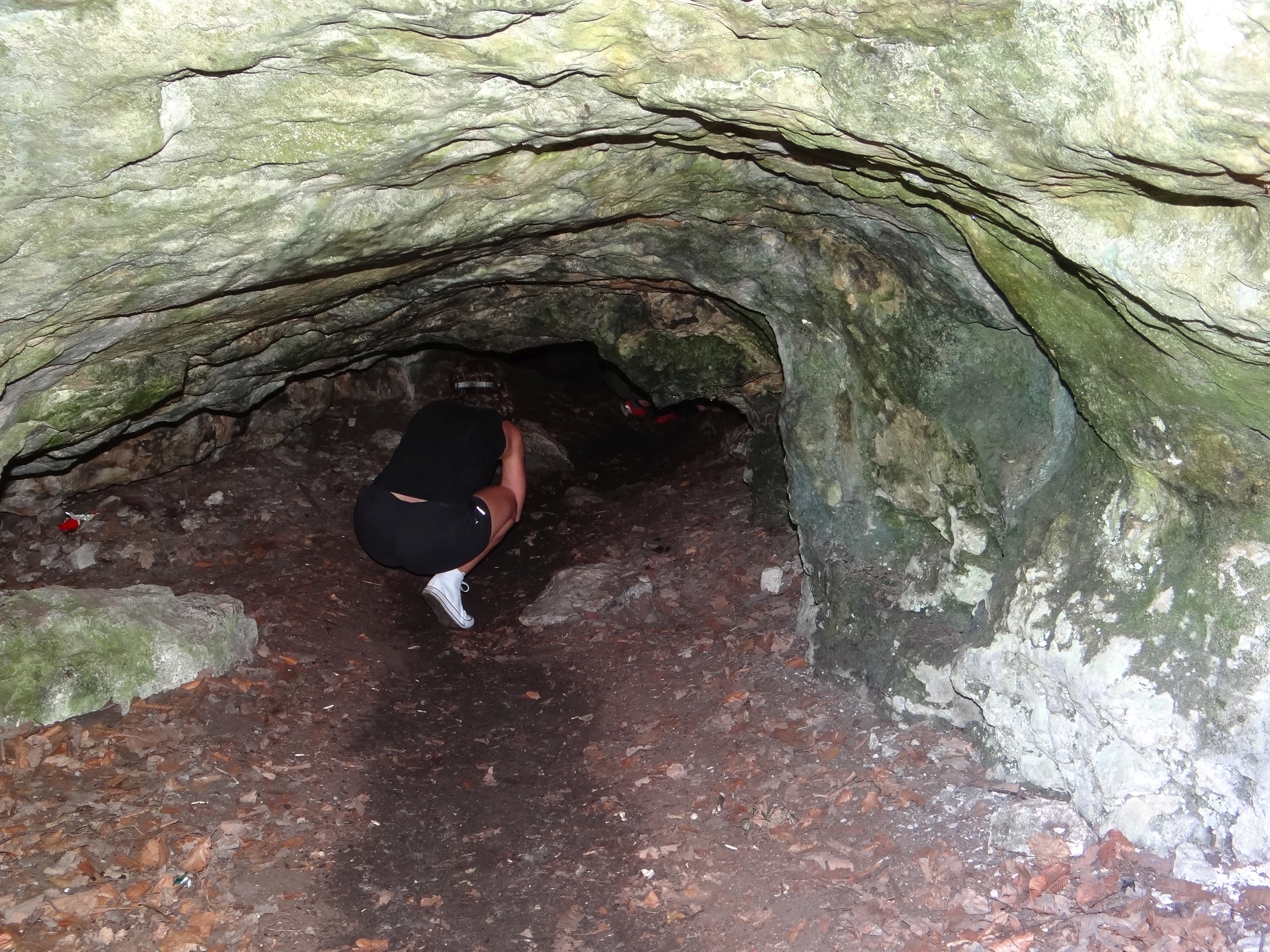
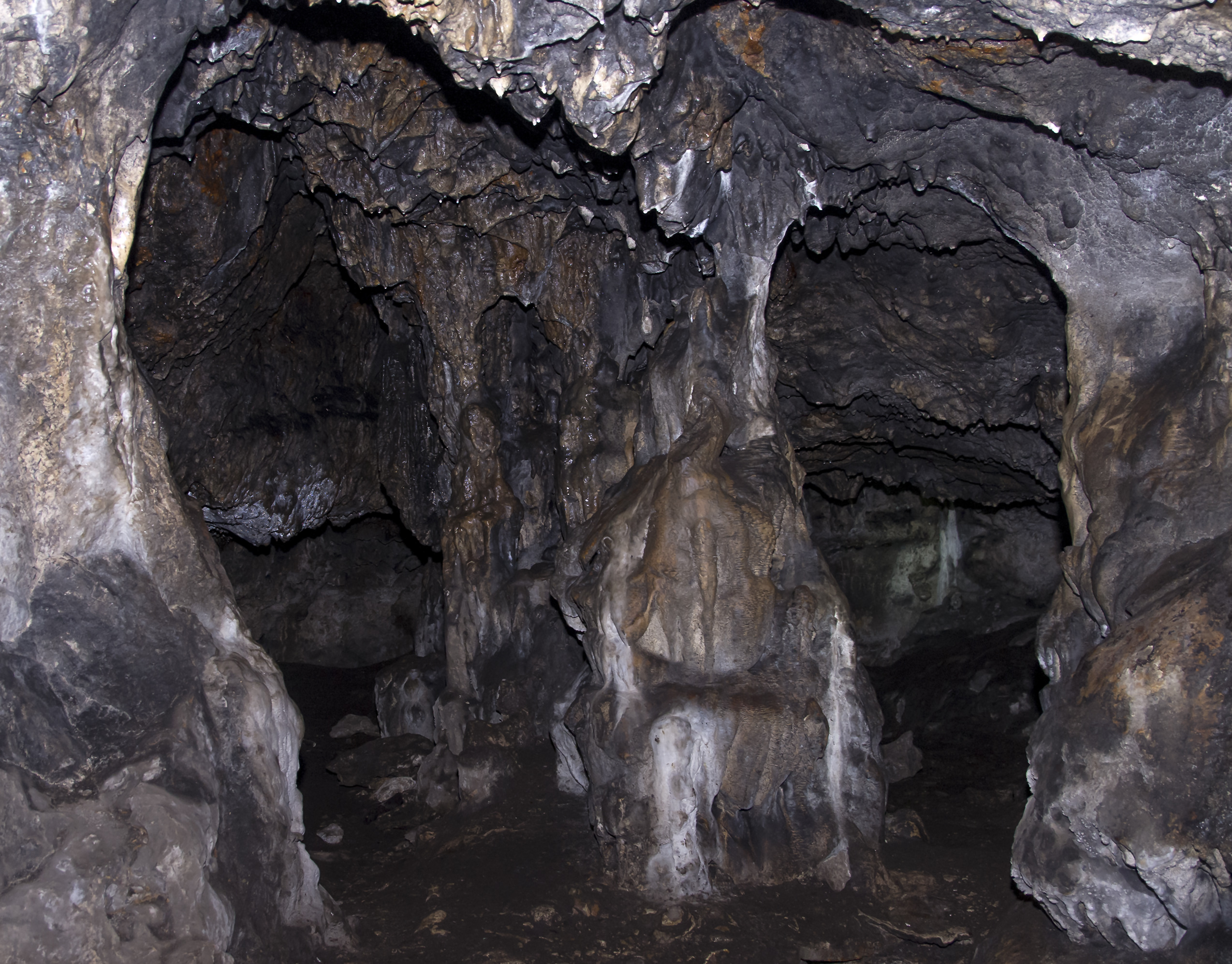
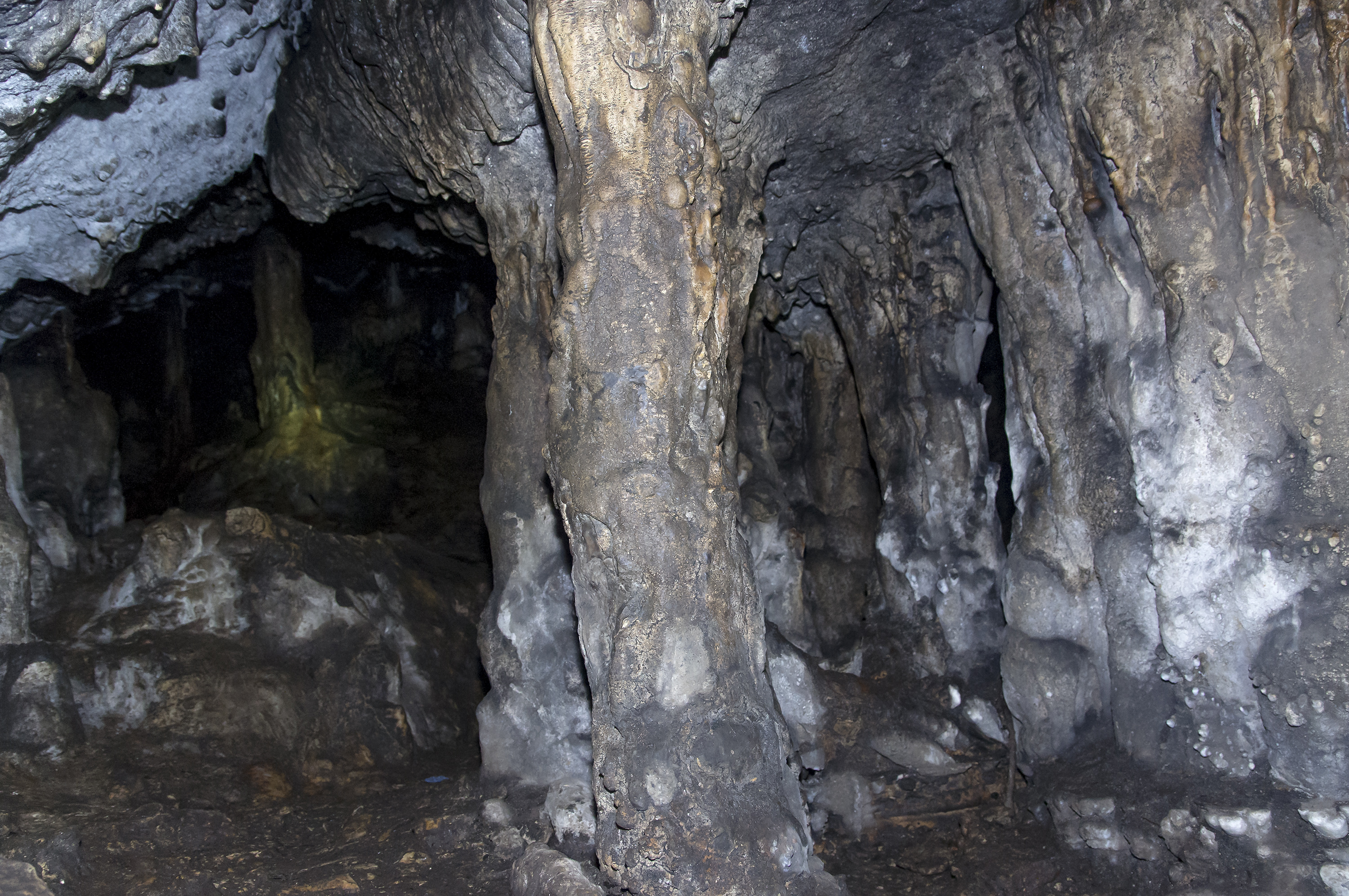
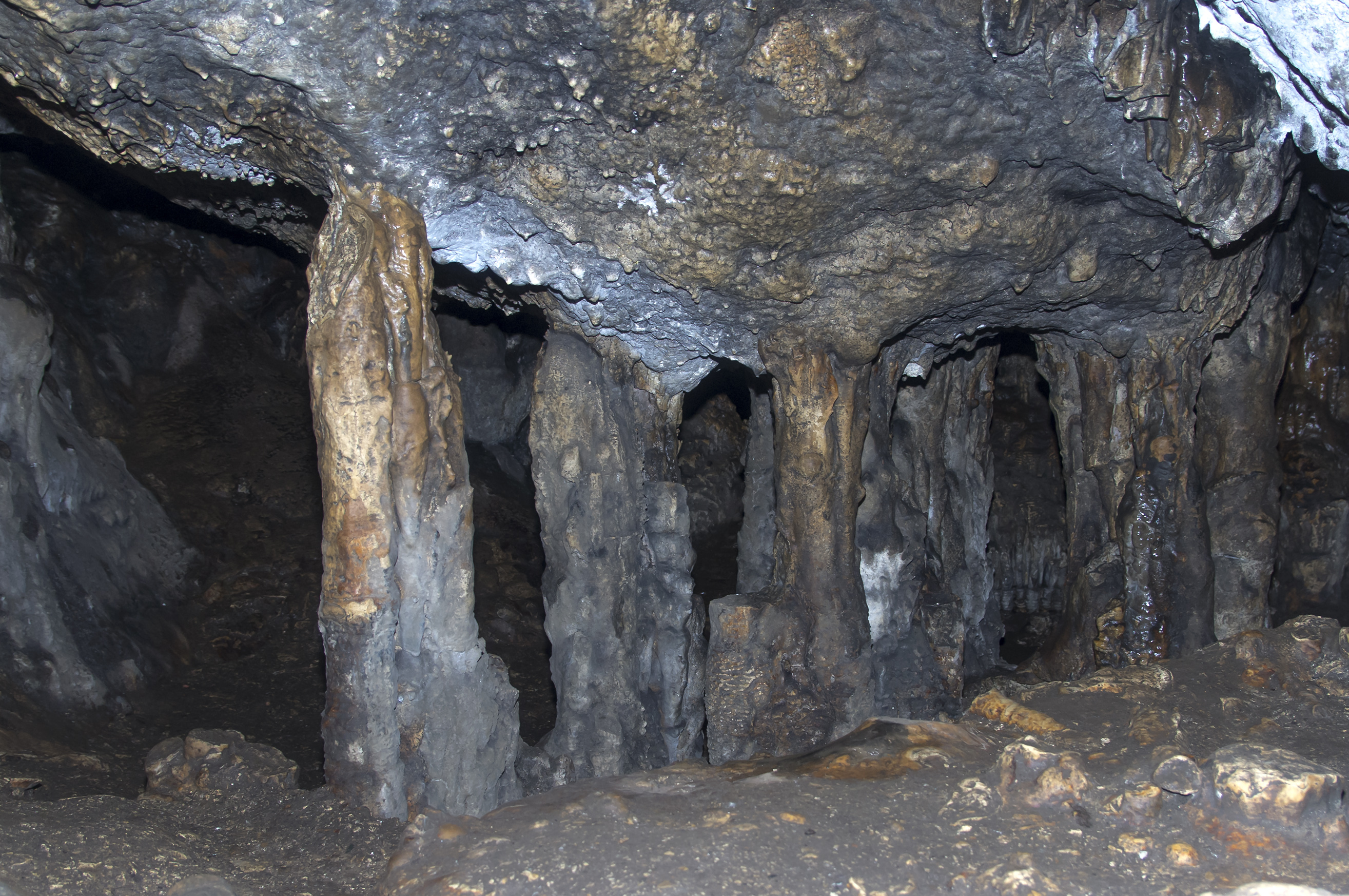
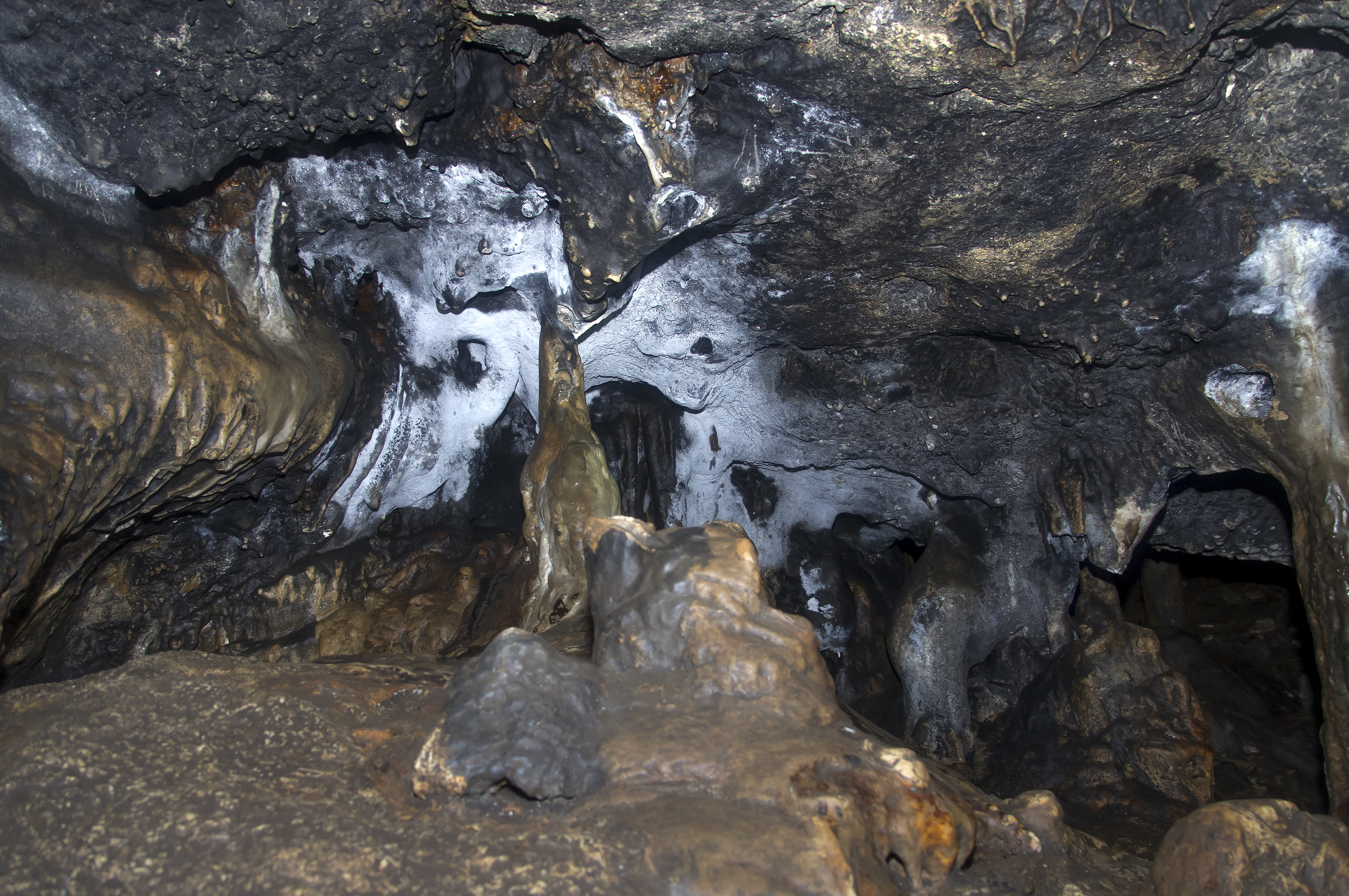

## Szlak turystyczny
odcinek: Kusięta – rezerwat przyrody Zielona Góra – Częstochowa